# Ashantis diskografi
Det här är en heltäckande lista över officiella skivsläpp av den amerikanska R&B-sångerskan Ashanti. Fram till juli 2012, har hon gett ut fyra studioalbum, tre samlingsalbum, en EP, en julskiva, ett musikvideoalbum och tjugotvå musiksinglar genom sitt tidigare skivbolag Murder Inc., Def Jam, och Motown Records. Sedan 2011 ger hon ut musik som en indie via sitt eget skivbolag Written Entertainment.
Ashantis självbetitlade debutalbum släpptes den 2 april 2002 via skivbolaget The Inc. Records. Den 14 december samma år certifierades skivan 3× platina av RIAA (Recording Industry Association of America) med en inhemsk försäljning på 3,6 miljoner exemplar. Albumet slog ett Nielsen Soundscan-rekord med de högsta försäljningssiffrorna av en debuterade kvinnlig artist i musikhistorien och placerade sig därmed över de debuterande konkurrenterna Amerie, Alicia Keys, Lauryn Hill, Tweet och Nivea. Samma vecka slog hon rekord igen när singlarna "Foolish" och "What's Luv" intog första respektive andra platsen på Billboard Hot 100. Ett ytterligare rekord slogs när singeln "Always on Time" slöt upp med de föregående hitsen och tillsammans låg i toppen på listan. Detta gör Ashanti till den enda artisten i världshistorien efter The Beatles att nå denna bedrift. Följande år fick Ashanti ta emot en mängd priser för sin debut. Däribland en Grammy Award, åtta Billboard Awards och två American Music Awards. År 2003 släpptes sångerskan andra studioalbum, Chapter II, som certifierades med platinastatus och sålde över 1,3 miljoner exemplar i USA samt 3 miljoner internationellt. Skivan framhävde topp-tio hitsen "Rock wit U (Awww Baby)" och "Rain on Me".
År 2004 släpptes Ashantis tredje studioalbum, Concrete Rose, lika som sina föregångare certifierades skivan med platinastatus i USA med en försäljning på 871.000 kopior. Albumets ledande singel, "Only U", blev en topp-tjugo hit i USA. Sångerskans fjärde studioalbum, The Declaration, gavs ut år 2008 efter ett flera års uppehåll. Skivan släpptes via Ashantis eget skivbolag Written Entertainment men misslyckades att nå samma framgångar som tidigare album-hits med en första veckas försäljning på 86.000 exemplar.
Ashanti rankas som 00-talets tredje största kvinnliga R&B-sångerska efter Alicia Keys och Beyonce. Med över 30 miljoner sålda album och singlar har hon fått smeknamnet "Princess Of Hip-Hop & R&B" och rankas som en av de mest-säljande kvinnliga musikerna i världshistorien.

## Album

### Studioalbum
| År   | Titel                                                                                          | Listpositioner | Listpositioner | Listpositioner | Listpositioner | Listpositioner | Listpositioner | Listpositioner | Listpositioner | Listpositioner | Listpositioner | Listpositioner | Försäljning (Internationellt)                                |
| År   | Titel                                                                                          | USA            | USA (R&B)      | AUS            | ÖST            | KAN            | FRA            | TYS            | NED            | NZ             | SCH            | UK             | Försäljning (Internationellt)                                |
| ---- | ---------------------------------------------------------------------------------------------- | -------------- | -------------- | -------------- | -------------- | -------------- | -------------- | -------------- | -------------- | -------------- | -------------- | -------------- | ------------------------------------------------------------ |
| 2002 | Ashanti - 1:a studioalbumet - Släppt: 2 april 2002 - Format: LP, CD                            | 1              | 4              | 10             | 36             | 5              | 29             | 10             | 12             | 15             | 15             | 3              | 6 000 000 KAN: Platina USA: 3× Platina UK: Platina AUS: Guld |
| 2003 | Chapter II - 2:a studioalbumet - Släppt: 1 juli 2003 - Format: LP, CD                          | 1              | 1              | 19             | 65             | 5              | 62             | 12             | 26             | 22             | 9              | 5              | 3 000 000 [källa behövs] USA: Platina UK: Silver             |
| 2004 | Concrete Rose - 3:e studioalbumet - Släppt: 14 december 2004 - Format: CD, Digital nedladdning | 7              | 2              | —              | —              | —              | 98             | 36             | 73             | —              | 66             | 25             | 1 000 000 + USA: Platina UK: Guld                            |
| 2008 | The Declaration - 4:e studioalbumet - Släppt: 3 juni 2008 - Format: CD, Digital nedladdning    | 6              | 2              | —              | —              | —              | —              | —              | —              | —              | —              | —              |                                                              |

### Samlingsalbum
| År   | Titel                                                                                    | Listpositioner | Listpositioner | Listpositioner | Listpositioner | Listpositioner | Listpositioner | Listpositioner | Listpositioner | Listpositioner | Listpositioner | Listpositioner | Försäljning (Internationellt) |
| År   | Titel                                                                                    | USA            | USA (R&B)      | AUS            | ÖST            | KAN            | FRA            | TYS            | NED            | NZ             | SCH            | UK             | Försäljning (Internationellt) |
| ---- | ---------------------------------------------------------------------------------------- | -------------- | -------------- | -------------- | -------------- | -------------- | -------------- | -------------- | -------------- | -------------- | -------------- | -------------- | ----------------------------- |
| 2005 | Collectables by Ashanti - 1:a samlingsalbumet - Släppt: 6 december 2005 - Format: LP, CD | 59             | 10             | —              | —              | —              | —              | —              | —              | —              | —              | —              |                               |
| 2006 | Can't Stop - 2:a samlingsalbumet - Släppt: 25 januari 2006 - Format: LP, CD              | —              | —              | —              | —              | —              | —              | —              | —              | —              | —              | —              |                               |
| 2009 | The Vault - 3:e samlingsalbumet - Släppt: 10 februari 2009 - Format: Digital nedladdning | —              | —              | —              | —              | —              | —              | —              | —              | —              | —              | —              |                               |

### EP-skivor
| År   | Titel                                                         | Listpositioner | Listpositioner | Listpositioner | Listpositioner | Listpositioner | Listpositioner | Listpositioner | Listpositioner | Listpositioner | Listpositioner | Listpositioner | Försäljning (Internationellt) |
| År   | Titel                                                         | USA            | USA (R&B)      | AUS            | ÖST            | KAN            | FRA            | TYS            | NED            | NZ             | SCH            | UK             | Försäljning (Internationellt) |
| ---- | ------------------------------------------------------------- | -------------- | -------------- | -------------- | -------------- | -------------- | -------------- | -------------- | -------------- | -------------- | -------------- | -------------- | ----------------------------- |
| 2003 | 7 Series Sampler - 1:a EP-albumet - Släppt: 2003 - Format: CD | —              | —              | —              | —              | —              | —              | —              | —              | —              | —              | —              |                               |

### Julalbum
| År   | Titel                                                                        | Listpositioner | Listpositioner | Listpositioner | Listpositioner | Listpositioner | Listpositioner | Listpositioner | Listpositioner | Listpositioner | Listpositioner | Listpositioner | Försäljning (Internationellt) |
| År   | Titel                                                                        | USA            | USA (R&B)      | AUS            | ÖST            | KAN            | FRA            | TYS            | NED            | NZ             | SCH            | UK             | Försäljning (Internationellt) |
| ---- | ---------------------------------------------------------------------------- | -------------- | -------------- | -------------- | -------------- | -------------- | -------------- | -------------- | -------------- | -------------- | -------------- | -------------- | ----------------------------- |
| 2003 | Ashanti's Christmas - 1:a julalbumet - Släppt: 18 november 2003 - Format: CD | 160            | 43             | —              | —              | —              | —              | —              | —              | —              | —              | —              | 100 000 +                     |

## Singlar
| År   | Titel                           | Album           | Listpositioner | Listpositioner | Listpositioner | Listpositioner | Listpositioner | Listpositioner | Listpositioner | Listpositioner | Listpositioner | Listpositioner | Listpositioner | Listpositioner | Listpositioner |
| År   | Titel                           | Album           | USA            | USA (R&B)      | AUS            | ÖST            | KAN            | FRA            | TYS            | IRL            | NED            | NZ             | SCH            | UK             | SVE            |
| ---- | ------------------------------- | --------------- | -------------- | -------------- | -------------- | -------------- | -------------- | -------------- | -------------- | -------------- | -------------- | -------------- | -------------- | -------------- | -------------- |
| 2002 | "Foolish"                       | Ashanti         | 1              | 1              | 6              | 49             | 12             | —              | 62             | 26             | 14             | 12             | 8              | 15             | 52             |
| 2002 | "Happy"                         | Ashanti         | 8              | 5              | 29             | —              | —              | 40             | 41             | 22             | 10             | 19             | 24             | 13             | —              |
| 2002 | "Baby"                          | Ashanti         | 15             | 6              | —              | —              | —              | —              | 89             | —              | 48             | —              | —              | —              | —              |
| 2003 | "Rock wit U (Awww Baby)"        | Chapter II      | 2              | 4              | 19             | —              | 4              | —              | 41             | 21             | 28             | 24             | 33             | 7              | 54             |
| 2003 | "Rain on Me"                    | Chapter II      | 7              | 2              | —              | —              | 27             | —              | 70             | —              | —              | 85             | 19             | —              | —              |
| 2004 | "Breakup 2 Makeup (Remix)"      | Chapter II      | —              | 76             | —              | —              | —              | —              | —              | —              | —              | —              | —              | —              | —              |
| 2004 | "Only U (låt av Ashanti)Only U" | Concrete Rose   | 13             | 10             | 24             | 30             | —              | 33             | 12             | 4              | 18             | 14             | 12             | 2              | 43             |
| 2005 | "Don't Let Them"                | Concrete Rose   | —              | —              | —              | —              | —              | —              | 41             | —              | —              | —              | —              | 38             | —              |
| 2005 | "Still on It"                   | Collectables    | 115            | 55             | —              | —              | —              | —              | —              | —              | —              | —              | —              | —              | —              |
| 2008 | "The Way That I Love You"       | The Declaration | 37             | 2              | 96             | —              | —              | —              | —              | —              | —              | —              | —              | —              | —              |
| 2008 | "Good Good"                     | The Declaration | —              | 30             | —              | —              | —              | —              | —              | —              | —              | —              | —              | —              | —              |
| 2011 | "The Woman You Love"            | BraveHeart      | —              | 59             | —              | —              | —              | —              | —              | —              | —              | —              | —              | —              | —              |
|      |                                 |                 | USA            | USA (R&B)      | AUS            | ÖST            | KAN            | FRA            | TYS            | IRL            | NED            | NZ             | SCH            | UK             | SVE            |
|      |                                 | Listettor       | 1              | 1              | —              | —              | —              | —              | —              | —              | —              | —              | —              | —              | —              |
|      |                                 | Topp 10 hits    | 4              | 7              | 1              | —              | 1              | —              | —              | 1              | 1              | 2              | 1              | 2              | —              |

### Marknadsföringssinglar
| År   | Titel                       | Album             | Listpositioner | Listpositioner | Listpositioner | Listpositioner | Listpositioner | Listpositioner | Listpositioner | Listpositioner | Listpositioner | Listpositioner | Listpositioner | Listpositioner | Listpositioner |
| År   | Titel                       | Album             | USA            | USA (R&B)      | AUS            | ÖST            | KAN            | FRA            | TYS            | IRL            | NED            | NZ             | SCH            | UK             | SVE            |
| ---- | --------------------------- | ----------------- | -------------- | -------------- | -------------- | -------------- | -------------- | -------------- | -------------- | -------------- | -------------- | -------------- | -------------- | -------------- | -------------- |
| 2003 | "Rescue"                    | Ashanti           | —              | —              | —              | —              | —              | —              | —              | —              | —              | —              | —              | —              | —              |
| 2003 | "Unfoolish"                 | Ashanti           | —              | —              | —              | —              | —              | —              | —              | —              | —              | —              | —              | —              | —              |
| 2003 | "Dreams"                    | Ashanti           | —              | —              | —              | —              | —              | —              | —              | —              | —              | —              | —              | —              | —              |
| 2003 | "Rain on Me (MTV Remix)"    | Chapter II        | —              | —              | —              | —              | —              | —              | —              | —              | —              | —              | —              | —              | —              |
| 2003 | "Feels so Good"             | Chapter II        | —              | —              | —              | —              | —              | —              | —              | —              | —              | —              | —              | —              | —              |
| 2005 | "Turn It Up"                | Concrete Rose     | —              | —              | —              | —              | —              | —              | —              | —              | —              | —              | —              | —              | —              |
| 2005 | "Don't Leave Me Alone"      | Concrete Rose     | —              | —              | —              | —              | —              | —              | —              | —              | —              | —              | —              | —              | —              |
| 2005 | "Baby Baby"                 | Can't Stop        | —              | —              | —              | —              | —              | —              | —              | —              | —              | —              | —              | —              | —              |
| 2007 | "Switch"                    | Enskild utgivning | —              | —              | —              | —              | —              | —              | —              | —              | —              | —              | —              | —              | —              |
| 2007 | "Hey Baby (After the Club)" | The Declaration   | —              | 87             | —              | —              | —              | —              | —              | —              | —              | —              | —              | —              | —              |

### Som gästartist
| År   | Titel                     | Album                              | Listpositioner | Listpositioner | Listpositioner | Listpositioner | Listpositioner | Listpositioner | Listpositioner | Listpositioner | Listpositioner | Listpositioner | Listpositioner | Listpositioner | Listpositioner |
| År   | Titel                     | Album                              | USA            | USA (R&B)      | AUS            | ÖST            | KAN            | FRA            | TYS            | IRL            | NED            | NZ             | SCH            | UK             | SVE            |
| ---- | ------------------------- | ---------------------------------- | -------------- | -------------- | -------------- | -------------- | -------------- | -------------- | -------------- | -------------- | -------------- | -------------- | -------------- | -------------- | -------------- |
| 2001 | "How We Roll"             | Endangered Species                 | —              | —              | —              | —              | —              | —              | —              | —              | —              | —              | —              | —              | —              |
| 2001 | "Always on Time"          | Pain is Love                       | 1              | 1              | 3              | —              | 16             | 45             | 22             | 22             | 11             | 2              | 4              | 6              | 45             |
| 2002 | "What's Luv"              | Jealous Ones Still Envy (J.O.S.E.) | 2              | 3              | 4              | 33             | 12             | 27             | 10             | 17             | 7              | 5              | 2              | 4              | 36             |
| 2002 | "Down 4 U"                | Irv Gotti Presents: The Inc.       | 6              | 3              | —              | —              | —              | —              | —              | —              | 22             | 23             | 43             | 4              | —              |
| 2003 | "Mesmerize"               | The Last Temptation                | 2              | 5              | 5              | —              | 19             | 66             | 71             | 19             | 3              | 3              | 79             | 12             | —              |
| 2003 | "Into You"                | Street Dreams                      | 4              | 6              | 4              | —              | —              | 44             | —              | —              | 37             | —              | 87             | —              | —              |
| 2004 | "Wonderful"               | R.U.L.E.                           | 5              | 1              | 6              | 47             | —              | —              | —              | 12             | 15             | 6              | 12             | 1              | —              |
| 2004 | "Southside"               | Southside                          | 24             | 13             | —              | —              | —              | —              | —              | —              | —              | —              | —              | —              | —              |
| 2004 | "Jimmy Choo"              | Godfather Buried Alive             | —              | —              | —              | —              | —              | —              | —              | —              | —              | —              | —              | —              | —              |
| 2004 | "Wake Up Everybody"       | Wake Up Everybody                  | —              | 119            | —              | —              | —              | —              | —              | —              | —              | —              | —              | —              | —              |
| 2006 | "Pac's Life"              | Pac's Life                         | 119            | 4              | 34             | —              | —              | —              | —              | 9              | —              | 38             | —              | 21             | —              |
| 2007 | "Put a Little Umph in It" | Baby Makin' Project                | 113            | 49             | —              | —              | —              | —              | —              | —              | —              | —              | —              | —              | —              |
| 2008 | "Body on Me"              | Brass Knuckles                     | —              | 69             | 32             | —              | 57             | —              | —              | 12             | —              | 19             | —              | 17             | —              |
| 2008 | "Just Stand Up!"          | Fight Cancer (Välgörenhetssingel)  | 11             | 57             | 39             | 73             | —              | —              | —              | —              | —              | 19             | —              | 26             | —              |
| 2009 | "Want It, Need It"        | Da Realist                         | 96             | —              | —              | —              | —              | —              | —              | —              | —              | —              | —              | —              | —              |